# Patriarcado Armênio da Cilícia
O Patriarcado Armênio da Cilícia (em latim:  Patriarchatus Ciliciae Armenorum), ou Patriarcado Católico Armênio da Cilícia, é uma jurisdição eclesiástica e o único patriarcado da Igreja Católica Armênia. A jurisdição territorial do Patriarca da Cilícia é a Arqueparquia de Beirute, sobre a qual o Patriarca da Cilícia detém autoridade ordinária. A Catedral católica armênia de Santo Elias e São Gregório, o Iluminador, em Beirute, Líbano, é a cátedra do Patriarcado. O patriarcado é chefiado pelo patriarca Rafael Pedro XXI Minassian, eleito em setembro de 2021.

## História
Embora a Sé da Cilícia remonte a 294, o patriarcado foi estabelecido em 1742. Em 1866, a sede do patriarcado foi transferida para Constantinopla, Império Otomano (atual Istambul, Turquia), e em 1928 para Beirute, no Líbano, onde permanece até hoje.